# The Inner Light
«The Inner Light» es una canción escrita por George Harrison y es el primer sencillo de su autoría lanzado con The Beatles. Apareció el 15 de marzo de 1968 como lado B de "Lady Madonna". La letra de la canción está inspirada en el capítulo 47 del Tao Te King de Lao Tsé, el texto fundamental del Taoísmo.
La instrumentación se grabó en Bombay, India, durante las sesiones del álbum solista de Harrison Wonderwall Music (banda sonora de la película Wonderwall) en enero de 1968.
En el Concert for George del año 2002, Jeff Lynne, de la ELO, quien trabajó por muchos años con Harrison, interpretó la canción en compañía de Anoushka Shankar en sitar y varios músicos de la India.

## Personal
- George Harrison: voz líder
- John Lennon: armonías vocales
- Paul McCartney: armonías vocales
- Ashish Khan - sarod
- Mahapurush Misra - tabla, pakhavaj
- Chandra Shakher - surbahar
- Shiv Kumar Sharmar - santur
- S.R. Kenkare - shehnai
- Vinayak Vohra - tar sahnai
- Rijram Desad - dholak, armonio
- Indril Bhattacharya - sitar

## Posición en las listas
| Año  | País           | Lista             | Posición | Semanas N.º 1 | Semanas en lista |
| ---- | -------------- | ----------------- | -------- | ------------- | ---------------- |
| 1968 | Estados Unidos | Billboard Hot 100 | 96       | —             | 1                |
| 1968 | Estados Unidos | Record World      | —        | —             | —                |
| 1968 | Estados Unidos | Cash Box          | —        | —             | —                |